# Прачана
Прачана (итал. Brazzana) је насељено место у унутрашњости Истарске жупаније, Република Хрватска. Административно је у саставу града Бузета.

## Становништво
Према последњем попису становништва из 2001. године у насељу Прачана живело је 95 становника који су живели у 24 породична домаћинства.
Кретање броја становника по пописима 1857—2001.
| година пописа  | 1857. | 1869. | 1880. | 1890. | 1900. | 1910. | 1921. | 1931. | 1948. | 1953. | 1961. | 1971. | 1981. | 1991. | 2001. |
| бр. становника | 187   | 203   | 229   | 236   | 246   | 265   | 0     | 0     | 198   | 215   | 193   | 147   | 122   | 116   | 95    |

Напомена:У 1921. и 1931. подаци су садржани у насељу Совињак